# Nadine Friedrich

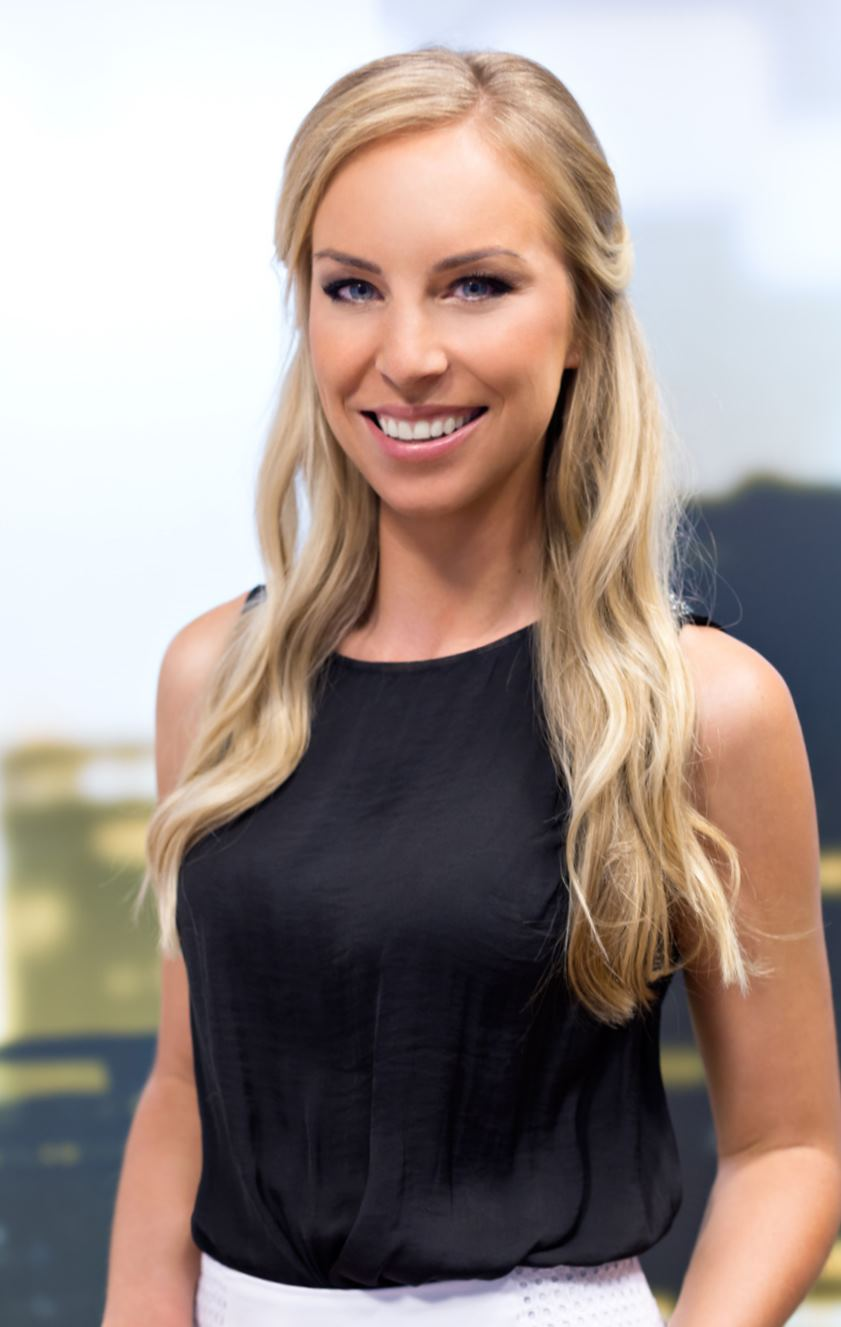
Nadine Friedrich (2018)

Nadine Friedrich (* 24. August 1984 in Graz) ist eine österreichische Fernsehmoderatorin und seit 2016 Anchorwoman beim Privatsender oe24TV. Friedrich lebt in Wien.

## Werdegang
Nach der Matura an der BG/BRG Klusemann in Graz, wechselte Friedrich mit 17 Jahren nach Wien, wo sie Publizistik- und Kommunikationswissenschaften studierte. Das Studium schloss sie mit ausgezeichnetem Erfolg ab. Nebenbei absolvierte sie Moderationscoachings und Stimm- & Sprechtraining bei Andrea Radakovits.
Während des Studiums arbeitete sie für die Filmproduktionsfirma KiwiTV von Barbara Stöckl und Peter Nagy, zuständig als Redakteurin und Gestalterin unter anderem für die ORF-Formate „Bewusst gesund“, „Stöckl am Samstag“ und „Bürgerforum“. 2013 machte sie sich selbstständig und arbeitet seitdem als Fernseh- und Eventmoderatorin.
Bekanntheit erlangte Friedrich durch die Sendung „Guten Abend Wien“, eine tägliche Live-Sendung des Wiener Stadtsenders W24. Dort informierte sie über  aktuelle Themen aus der Stadt und empfing Studiogäste aus Lifestyle, Kultur und Politik.
Parallel stand sie in allen 5 Staffeln des  Konsumentenschutzmagazins „Super Nowak“ auf Puls 4 vor der Kamera, wo sie an der Seite des Schauspielers Reinhard Nowak für Rechte der Konsumenten im Einsatz war.
Im Jahr 2016 war sie als Anchorwoman von Wolfgang Fellners Privatsender oe24TV. Dort moderierte sie unter anderem Nachrichten, Society, sowie die News-Show zur Primetime. Neben dem TV war sie als Event- und Veranstaltungsmoderatorin tätig.

## Moderationen
- News Show (oe24TV)
- 24 Stunden Wien – Magazin (W24)
- Guten Abend Wien – Magazin (W24)
- Für Wien – Spezial (W24)
- Krone TV Schauminute (Schau TV)
- Moneyball Draw (Laola1.tv)